# Schloss Loham

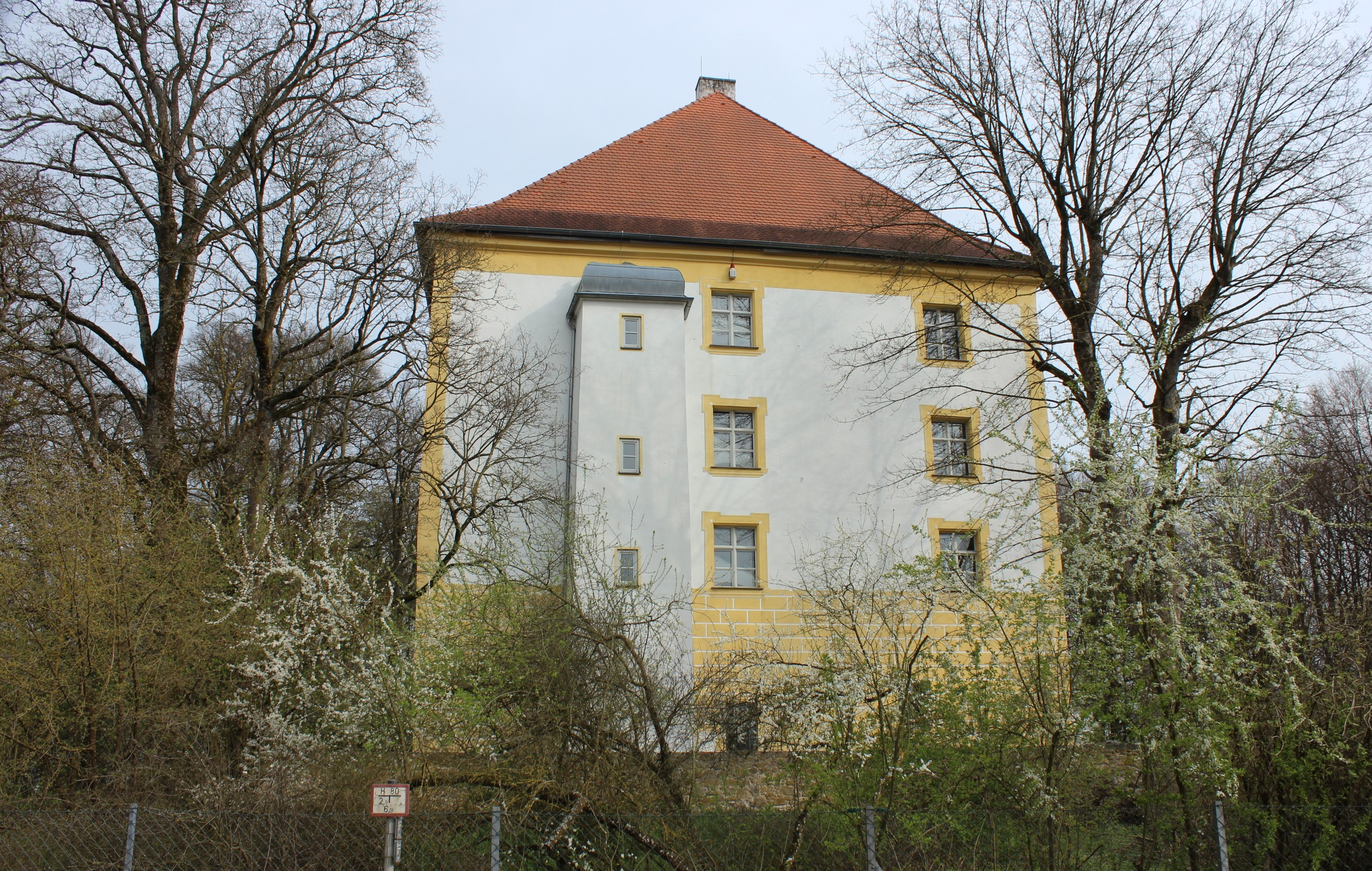
Schloss Loham

Wappen von Mariaposching mit den Insignien der Schrenck von Notzing

Das Schloss Loham liegt im gleichnamigen Gemeindeteil der niederbayerischen Gemeinde Mariaposching im Landkreis Straubing-Bogen (Schloßstraße 2). Es ist unter der Aktennummer D-2-78-149-11 als Baudenkmal verzeichnet. Die Anlage wird als Bodendenkmal unter der Aktennummer D-2-7142-0180 mit der Beschreibung „untertägige mittelalterliche und frühneuzeitliche Befunde im Bereich des ehem. Wasserschlosses Loham mit zugehöriger Gartenanlage und Schlosskapelle St. Valentin“ geführt.

## Geschichte
Urkundlich erstmals wurden 1252 ein „Perchtold“ und ein „Eberhard“ von Loham („de Lahaim“) als Zeugen für den Abt Hermann von Niederaltaich erwähnt. Später wurden noch genannt „Ulrikus der Loheimer“ (1317), „Hainrich von Lohaim“ (1334), „Hans von Loheim“ (1366), Richter zu Mitterfels und „Paul Lohaimer“ (1375).
1452 war das Schloss in Loham im Besitz des Hans Hell und 1465 der Familie von Heraus und nachfolgend der Familie Keckh. 1499 war dort Hanns der Paulsdorfer ansässig.
Loham bildete eine Hofmark im Landgericht Mitterfels, zu der auch Güter in Hundldorf, Aicha, Moos, Waltendorf und Mariaposching gehörten. 1698 gingen die Güter von David Freiherr von Wagner zu Sarntheim auf den Grafen Anton von Montfort über. 1719 war Ignaz Freiherr von Schrenck von Notzing Besitzer von Loham. An die Familie  erinnert noch deren Wappen (ein schwarzer Pfeil auf silbernem Schrägbalken) im Wappen von Mariaposching.
Der Besitz gelangte über die Witwe Maria Magdalena, eine geborene von Neuching, an Johann Anton Joseph Freiherrn von Armansperg. Bis 1882 teilte dann Loham die Besitzergeschichte von Schloss Egg. 1769 war Inhaber der Hofmark Loham noch Graf Armannsberg. Ihm folgte Joseph Felix Ferdinand Graf von Armansperg. Dieser wollte zu Beginn des 19. Jahrhunderts aus seinem Besitz in Loham ein Ortsgericht mit Sitz in Schloss Loham bilden, was sich aber nicht durchführen ließ. 1818 wurde im Landgericht Deggendorf ein Patrimonialgericht II. Klasse in Loham für Joseph Ludwig Graf von Armansperg eingerichtet. 1830 wurde dieses mit dem Patrimonialgericht Egg zusammengelegt. Am 7. April 1848 verzichtete Graf Armannberg auf die Patrimonialgerichtsbarkeit von Loham-Egg. 1873 ging der Besitz an Graf Konrad von Preysing über und blieb dann im Besitz der Familie Preysing von Moos.

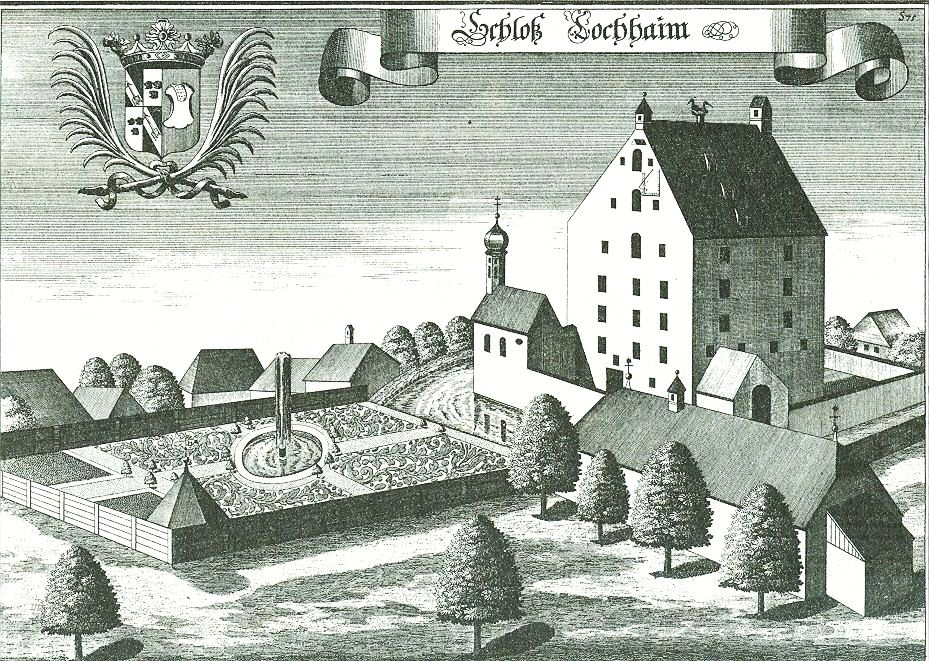
Schloss Loham nach einem Stich von Michael Wening von 1721

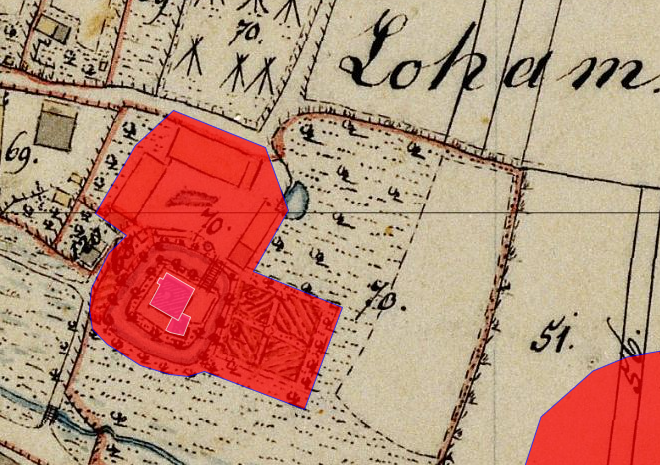
Lageplan von Schloss Loham auf dem Urkataster von Bayern

## Schloss Loham einst und jetzt
Früher stand dort eine Turmhügelburg. Im Laufe des 16. Jahrhunderts wurde eine Wasserschlossanlage errichtet, die 1723 durchgreifend erneuert wurde. Der Stich von Michael Wening von 1721 zeigt einen viergeschossigen Bau mit Satteldach und einige Gaupen. Zwei Kamine sind als Dachreiter gestaltet. Neben dem Wohnbau ist die Schlosskapelle St. Valentin (um 1714 entstanden) zu erkennen, die an der Südostecke angebaut ist. Beide sind durch eine nicht allzu hohe Mauer und einen Wassergraben geschützt. Außerhalb der Anlage sind Wirtschaftsbauten und ein eingezäunter Schlosspark mit einem Brunnen, aus dem eine Wasserfontäne aufsteigt, zu erkennen.
Der Wassergraben wurde um 1900 eingeebnet. Das Schloss befindet sich in Privatbesitz und ist nicht öffentlich zugänglich. Auch heute ist der mehrgeschossige Hauptbau quadratisch mit Zeltdach. Die Kapelle besitzt einen barocken Zwiebelturm.